# Regionalverband Nordschwarzwald
Der Regionalverband Nordschwarzwald gehört zu den zwölf Raumordnungs- und Planungsregionen in Baden-Württemberg. Er setzt sich zusammen aus dem Stadtkreis Pforzheim, dem Landkreis Calw, dem Landkreis Freudenstadt sowie dem Enzkreis. Damit umfasst er den östlichen Teil des Naturraums Nordschwarzwald und reicht darüber hinaus bis in den Kraichgau, den Strom- und Heuchelberg, das Neckarbecken und die Oberen Gäue.

## Regionalplanung
Als Träger der Regionalplanung in der Region wurde zum 1. Januar 1973 der Regionalverband Nordschwarzwald als Körperschaft des öffentlichen Rechts eingerichtet. Er ist einer von zwölf Regionalverbänden in Baden-Württemberg, von denen zwei auch über die Landesgrenzen hinaus zuständig sind. Die Geschäftsstelle des Regionalverbands befindet sich in Pforzheim.

## Einwohnerentwicklung
Die Einwohnerzahlen sind Volkszählungsergebnisse (¹) oder amtliche Fortschreibungen des Statistischen Landesamts Baden-Württemberg (nur Hauptwohnsitze).
| Datum             | Einwohner |
| ----------------- | --------- |
| 31. Dezember 1973 | 488.180   |
| 31. Dezember 1975 | 486.671   |
| 31. Dezember 1980 | 500.820   |
| 31. Dezember 1985 | 505.030   |
| 25. Mai 1987 ¹    | 506.447   |
| 31. Dezember 1990 | 546.544   |

| Datum             | Einwohner |
| ----------------- | --------- |
| 31. Dezember 1995 | 581.918   |
| 31. Dezember 2000 | 589.815   |
| 31. Dezember 2005 | 599.086   |
| 31. Dezember 2010 | 590.843   |
| 9. Mai 2011 ¹     | 572.882   |
| 31. Dezember 2015 | 589.905   |

| Datum             | Einwohner |
| ----------------- | --------- |
| 31. Dezember 2018 | 600.779   |

## Flächenaufteilung
Nach Daten des Statistischen Landesamtes, Stand 2015.

## Raumplanung

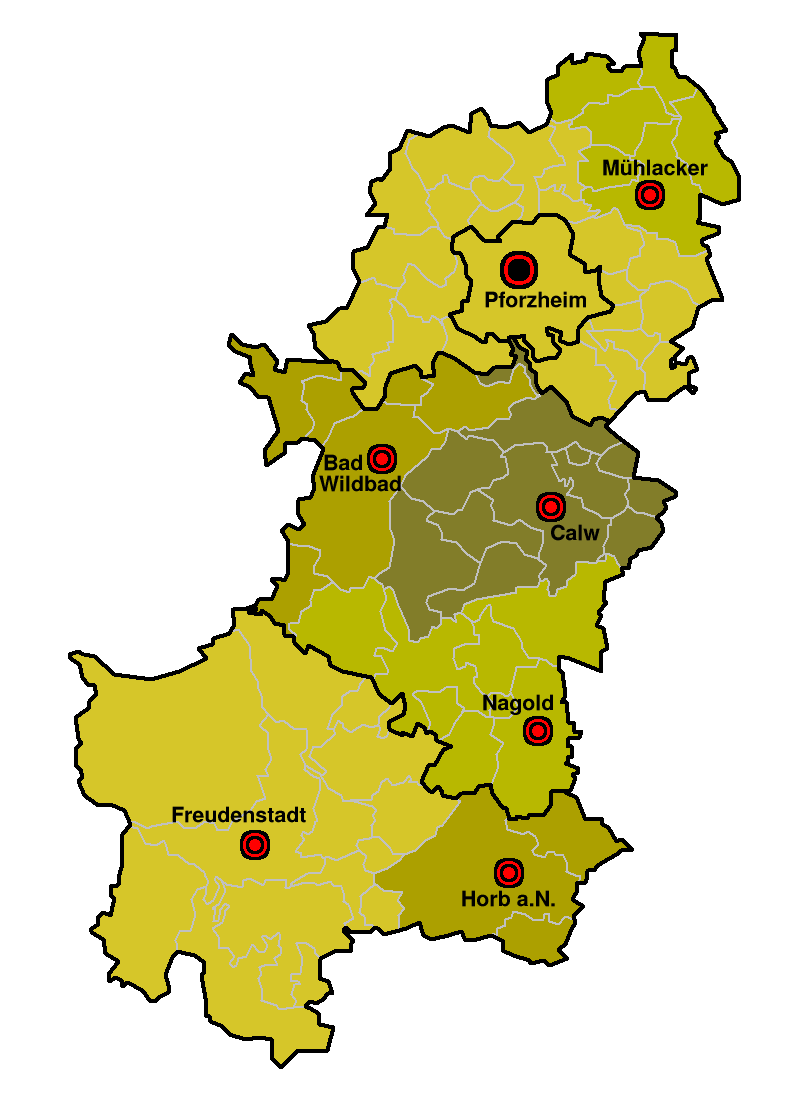
Karte der Mittelbereiche im Regionalverband Nordschwarzwald

Innerhalb des Regionalverbands ist Pforzheim als Oberzentrum ausgewiesen. Es existieren die folgenden Mittelbereiche, deren Abgrenzung in den Artikeln zu den jeweiligen Städten zu finden ist:
- Bad Wildbad
- Calw
- Freudenstadt
- Horb
- Mühlacker
- Nagold
- Pforzheim

## Verbandsvorsitzende
- 1973–1988: Willi Weigelt (Oberbürgermeister der Stadt Pforzheim)
- 1988–1999: Herbert Zerr (Landrat des Landkreises Calw)
- 1999–2014: Heinz Hornberger (Bürgermeister der Gemeinde Waldachtal; ab 1995 bereits Krankheitsstellvertreter von Landrat Zerr)
- 2014–2019: Jürgen Kurz (Bürgermeister a. D. der Gemeinde Niefern-Öschelbronn)
- Seit 2019: Klaus Mack (MdB)

## Verbandsdirektoren
- 1973–1998: Winfried Scheuermann
- 1998–2008: Jens Kück
- 2008–2016: Dirk Büscher
- 2017–2021: Matthias Proske
- seit 2023: Sascha Klein

## Wirtschaftsförderung Nordschwarzwald GmbH
Diese Wirtschaftsförderung hat das Geschäftsgebiet Region Nordschwarzwald. Sie ist Dienstleister für Unternehmen, Kommunen und Institutionen in der Region.
Sie hat sieben zentrale Handlungsfelder mit eigenen Zielsetzungen:
Vernetzung und Entwicklung von Kooperationen (Clusterinitiativen), Regionales Standortmarketing, Förderung eines regionalen Kompetenzzentrums für Digitalisierung, Förderung des regionalen Innovationsmanagements, Etablierung der Region als Forschungs- und Wissensstandort, Expertise im Bereich Europaaktivitäten und Fördermittel, Unterstützung von Kommunen bei Investorenkontakten und der Vermarktung von Gewerbeflächen und -immobilien.
Die 21 Gesellschafter der Wirtschaftsförderung Nordschwarzwald:
Niefern-Öschelbronn, Horb am Neckar, Handwerkskammer Karlsruhe, Hochschule Pforzheim, Industrie- und Handelskammer Nordschwarzwald, Kreissparkasse Freudenstadt, Landkreis Calw, Enzkreis, Landkreis Freudenstadt, Regionalverband Nordschwarzwald, Sparkasse Pforzheim Calw, Bad Teinach-Zavelstein, Freudenstadt, Knittlingen, Maulbronn, Mühlacker, Nagold, Pforzheim, Calw, Technologiezentrum Horb.